# Yigoga kaaba
Yigoga kaaba är en fjärilsart som beskrevs av Charles Oberthür 1918. Yigoga kaaba ingår i släktet Yigoga och familjen nattflyn. Inga underarter finns listade i Catalogue of Life.